# 서울면목초등학교
서울면목초등학교(서울面牧初等學校)는 대한민국 서울특별시 중랑구 면목로 434(면목동)에 있는 초등학교로, 이 학교는 일제강점기 시대였던 1930년 4월 1일에 경기고양면목학원으로 첫 개교되었다.

## 학교 연혁
- 1930년 4월 1일 면목학원 설립
- 1944년 11월 12일 고양군 면목국민학교 승격 개교 (설립자 손명근)
- 1972년 4월 26일 중랑국민학교 분리(31학급)
- 1977년 3월 2일 망우국민학교 분리(18학급)
- 1978년 11월 28일 면동국민학교 분리(27학급)
- 1983년 2월 22일 면일국민학교 분리(929명)
- 1992년 3월 1일 84학급 편성 운영
- 1996년 3월 1일 서울면목초등학교로 개칭(76학급 편성)
- 1997년 9월 12일 중목초등학교 분리(945명)
- 2012년 5월 11일 병설유치원 개원식
- 2014년 4월 30일 면목 남자배구단 창단

## 참고 자료
- 서울면목초등학교 - 한국교육학술정보원 학교알리미